# Юнацька збірна Коста-Рики з футболу (U-17)
Юнацька збірна Коста-Рики з футболу (U-17) — національна футбольна збірна Коста-Рики, що складається із гравців віком до 17 років. Керівництво командою здійснює Коста-Риканська Федерація Футболу.
Головним континентальним турніром для команди є Юнацький чемпіонат КОНКАКАФ з футболу (U-17), успішний виступ на якому дозволяє отримати путівку на Чемпіонат світу (U-17). Також може брати участь у товариських і регіональних змаганнях. Протягом 1980-х років також функціонувала й у форматі U-16.

## Чемпіонат світу (U-17)
| Рік    | Раунд              | І                  | В                  | Н                  | П                  | Г+                 | Г-                 |
| ------ | ------------------ | ------------------ | ------------------ | ------------------ | ------------------ | ------------------ | ------------------ |
| 1985   | груповий етап      | 3                  | 0                  | 0                  | 3                  | 1                  | 9                  |
| 1987   | не кваліфікувалася | не кваліфікувалася | не кваліфікувалася | не кваліфікувалася | не кваліфікувалася | не кваліфікувалася | не кваліфікувалася |
| 1989   | не кваліфікувалася | не кваліфікувалася | не кваліфікувалася | не кваліфікувалася | не кваліфікувалася | не кваліфікувалася | не кваліфікувалася |
| 1991   | не кваліфікувалася | не кваліфікувалася | не кваліфікувалася | не кваліфікувалася | не кваліфікувалася | не кваліфікувалася | не кваліфікувалася |
| 1993   | не кваліфікувалася | не кваліфікувалася | не кваліфікувалася | не кваліфікувалася | не кваліфікувалася | не кваліфікувалася | не кваліфікувалася |
| 1995   | груповий етап      | 3                  | 1                  | 0                  | 2                  | 2                  | 5                  |
| 1997   | груповий етап      | 3                  | 0                  | 0                  | 3                  | 1                  | 6                  |
| 1999   | не кваліфікувалася | не кваліфікувалася | не кваліфікувалася | не кваліфікувалася | не кваліфікувалася | не кваліфікувалася | не кваліфікувалася |
| 2001   | чвертьфінали       | 4                  | 2                  | 0                  | 2                  | 5                  | 4                  |
| 2003   | чвертьфінали       | 4                  | 1                  | 1                  | 2                  | 3                  | 5                  |
| 2005   | чвертьфінали       | 4                  | 1                  | 2                  | 1                  | 5                  | 5                  |
| 2007   | чвертьфінали       | 4                  | 1                  | 1                  | 2                  | 3                  | 4                  |
| 2009   | груповий етап      | 3                  | 0                  | 1                  | 2                  | 3                  | 9                  |
| 2011   | не кваліфікувалася | не кваліфікувалася | не кваліфікувалася | не кваліфікувалася | не кваліфікувалася | не кваліфікувалася | не кваліфікувалася |
| 2013   | не кваліфікувалася | не кваліфікувалася | не кваліфікувалася | не кваліфікувалася | не кваліфікувалася | не кваліфікувалася | не кваліфікувалася |
| 2015   | чвертьфінали       | 5                  | 1                  | 2                  | 2                  | 4                  | 5                  |
| 2017   | груповий етап      | 3                  | 0                  | 1                  | 2                  | 3                  | 7                  |
| 2019   | не кваліфікувалася | не кваліфікувалася | не кваліфікувалася | не кваліфікувалася | не кваліфікувалася | не кваліфікувалася | не кваліфікувалася |
| 2021   | не визначено       | не визначено       | не визначено       | не визначено       | не визначено       | не визначено       | не визначено       |
| Усього | 10/19              | 36                 | 7                  | 8                  | 21                 | 30                 | 60                 |